# Фрик, Эрнст (футболист)
Эрнст Фрик (нем. Ernst Frick; 14 ноября 1909 — 23 февраля 1954) — швейцарский футболист, играл на позиции защитника. Участник чемпионата мира 1934 года.

## Биография

### Игровая карьера
Начинал карьеру в «Блю Старз» из Цюриха, за который играл два сезона. В 1933 году перешёл в «Люцерн», за который отыграл шесть сезонов. Завершил карьеру в 1939 году.
Входил в состав сборной Швейцарии на чемпионате мира 1934 года, но на поле не выходил. Единственный матч за национальную сборную сыграл 4 ноября 1934 года в матче со сборной Нидерландов — Швейцария проиграла со счётом 2:4.